# Araeoncus convexus
Araeoncus convexus là một loài nhện trong họ Linyphiidae.
Loài này thuộc chi Araeoncus. Araeoncus convexus được Albert Tullgren miêu tả năm 1955.